# 橘末茂
橘 末茂（たちばな の すえしげ/すえもち）は、平安時代初期から前期にかけての貴族。官位は従五位下・甲斐守。

## 経歴
承和9年（842年）正六位上・左京少進の官位にあったが、同年7月に発生した承和の変に連座して、飛騨権守に左遷される。なおこの時に上官であった、左京大進・紀貞嗣も上総権掾に左遷されている。
その後赦されたらしく、嘉祥3年（850年）従五位下に叙爵し、翌嘉祥4年（851年）下総守に任ぜられる。
清和朝に入ると、天安3年（859年）刑部少輔に任ぜられて京官に復す。貞観4年（862年）2月に中務少輔に遷るが、同年6月には甲斐守として再び地方官に転じている。

## 官歴
『六国史』による。
- 時期不詳：正六位上。左京少進
- 承和9年（842年） 7月26日：飛騨権守
- 嘉祥3年（850年） 正月7日：従五位下
- 嘉祥4年（851年） 正月11日：下総守
- 天安3年（859年） 2月13日：刑部少輔
- 貞観4年（862年） 2月11日：中務少輔。6月5日：甲斐守